# 阿拉丁 (2019年電影)
《阿拉丁》（英語：Aladdin）是一部於2019年上映的美國歌舞奇幻電影，由蓋·瑞奇執導並與約翰·奧古斯特共同撰寫劇本。電影改編自著名民間故事《阿拉丁》及1992年迪士尼同名動畫，並由威爾·史密斯、梅納·馬蘇德、娜歐蜜·史考特、馬文·坎薩林、納維德·奈嘉班、納西姆·帕杜雷德和比利·馬格努森主演。電影講述阿拉伯出身的青年阿拉丁偶然發現一個棲息著能實現願望的精靈的神燈，從中延伸的奇幻際遇。
電影於2019年5月24日在美國上映，在全球收獲10.5億美元的票房成績，但是媒體與影評界給予本片的整體評價普遍兩極，其中馬蘇德、史密斯和史考特的演出、服裝設計和音樂劇的演出獲得稱讚，遭受詬病的部分則集中在坎薩林詮釋反派賈方的演出表現和CGI效果。

## 劇情
阿拉丁，是一位和猴子阿布在阿拉伯城市-阿格拉巴生活的善良的年輕人，在一次際遇中拯救裝扮成侍女的茉莉公主並與她成為朋友；茉莉厭倦了處處受到庇護的生活，於是偷偷逃出宮外探索，與此同時，大臣賈方計劃推翻茉莉的父親成為蘇丹。他和他的寵物鸚鵡艾格尋找隱藏在奇蹟之穴中的神燈，想藉由神燈實現願望。而奇跡之穴只有一個稱為「未經琢磨的鑽石」的人能進入，於是他找上阿拉丁，藉由揭穿茉莉公主來說服阿拉丁為他進洞穴拿取神燈。在洞穴內，阿拉丁還發現了魔毯、也找到了神燈，但因為阿布撿起紅寶石導致洞穴開始坍塌。阿拉丁拼死一搏把燈交給賈方後居然被賈方踢進洞穴，幸虧阿布即時把神燈從賈方身上偷了回來。
在魔毯的指引下，被困在山洞裡的阿拉丁摩擦著神燈，不知不覺地召喚了一個住在裡面強大無所不能的精靈。精靈給了阿拉丁三個願望。阿拉丁和阿布欺騙精靈，讓他將他們從洞穴中解救出來，但實際上摩擦神燈的是阿布，所以阿拉丁還是有三個願望。在他們離開洞穴之後，阿拉丁利用他的第一個願望成為一個王子，並承諾用他的第三個願望將精靈從奴役中解放出來。阿拉丁進入阿格拉巴，成為來自阿巴布窪的阿里王子，在前進皇宮的路上又唱又跳，甚至還向群眾拋撒金幣（包括被精靈變身為大象的阿布），但茉莉公主對他的第一次演出不以為然，包括各種各樣的禮物和果醬。阿拉丁因為緊張說出非常不尊重茉莉的話，搞砸兩人的「第一次」會面，到了晚上的舞會，阿拉丁因為自卑不敢上前，在精靈幫助下和茉莉攀談共舞，但最後卻成了他一個人的舞台，音樂結束後茉莉匆匆離開現場。深夜阿拉丁藉由精靈和侍女妲莉亞一起出去散步的機會，溜進茉莉的房間，在和她道歉自己之前不當的言行之後邀請她乘坐魔毯，向她展示她所想要看到卻礙於身份而無法看到的世界。透過幾個小細節，茉莉公主推斷出阿拉丁的真實身份，但他說服了她，實際上他真的是一個王子，只是打扮成貧民事先跑到阿格拉巴瞭解民情。賈方發現了阿拉丁的身份並把他扔進大海，但精靈犧牲他的第二個願望救了他。阿拉丁和茉莉公主等人在蘇丹的面前揭露了賈方的野心，阿拉丁還將賈方的魔法手杖砸壞讓他無法再迷惑別人，之後蘇丹將賈方關進皇宮的地牢裡。而蘇丹向阿拉丁提出同意將茉莉嫁給阿拉丁之後，他擔心真相被揭露將會失去茉莉，便想用第三個願望來完善原本編織的謊言。精靈為此感到非常難過，認為阿拉丁違背了他自己原本的初心，逃避現實只想活在謊言當中，於是傷心的縮回神燈中。阿拉丁原本以為精靈會支持他，沒想到卻是這樣的下場，讓他覺得很煩躁，於是帶著神燈跑回原本的家中。
另一邊艾格偷了地牢鑰匙放出賈方，賈方在街上從阿拉丁手中偷了神燈，成為精靈的新主人。他利用自己的前兩個願望成為蘇丹，然後成為世界上最強大的魔法師，讓守衛和茉莉的寵物虎樂雅消失。然後他將阿拉丁根本不是王子的真相告訴茉莉，並將他和阿布放逐到冰凍的荒地。賈方還威脅要殺死茉莉公主的父親和妲莉亞，除非她同意嫁給他。在婚禮儀式上，阿拉丁和阿布乘著被精靈變去解救他們的魔毯趕回來，茉莉趁機搶回了神燈。賈方憤怒地將艾格變成了巨大怪獸，想將神燈追回，而最終阿拉丁跟茉莉還是被賈方捉了回來。
阿拉丁急中生智嘲諷賈方在原始力量方面僅次於精靈，從而欺騙他利用他最後的願望成為「宇宙中最強大的存在」。由於這個願望中的灰色區域，精靈可以隨心所欲地解釋它，所以他將賈方變成了一個精靈。精靈在沒有主人的情況下必須被困在神燈當中，進入神燈之前賈方將艾格一起拖進了神燈。精靈將賈方的燈扔回最初的山洞之中，而最後阿拉丁信守諾言，用他最後的願望釋放精靈，讓他變成人類。蘇丹把祖傳戒指給了茉莉，讓她成為阿格拉巴的下一個蘇丹，並告訴她阿拉丁是一個好人，成為蘇丹的她可以修改公主必須嫁給王子的法律。精靈與妲莉亞結婚後離開，去探索世界並生下了一男一女（同樣也是電影一開場正在航海世界旅行的家庭）。阿拉丁和茉莉結婚，並開始新的生活。

## 演員
| 演員                          | 台灣配音            | 中国配音            | 角色                      | 簡介 |
| 威爾·史密斯 Will Smith        | 張至超 謝文德（唱） | 冯盛 劉世超（唱）   | 精靈 Genie                | 一個有趣、古怪且善良的精靈，可以為擁有魔法神燈的人帶來三個願望。 |
| 梅納·馬蘇德 Mena Massoud      | 賈文安 徐彭臒（唱） | 马正阳 徐一鳴（唱） | 阿拉丁 Aladdin            | 一個貧窮的阿格拉巴小偷和「過街老鼠」，後來愛上茉莉公主，並在精靈的幫助下偽裝為來自阿巴布漥的阿里王子。                                                              |
| 娜歐蜜·史考特 Naomi Scott     | 陳貞伃 蔡永淳（唱） | 韩啸 丁爽（唱）     | 茉莉公主 Princess Jasmine | 蘇丹的女兒、阿格拉巴的公主。 |
| 馬文·坎薩林 Marwan Kenzari    | 夏治世              | 叶保华              | 賈方 Jafar                | 邪惡的巫師，阿格拉巴的大維齊爾兼蘇丹的首席顧問。企圖利用精靈推翻蘇丹，成為阿格拉巴的統治者。 在此版本中透漏，年輕曾和阿拉丁一樣在民間靠偷竊維生，至今技巧亦無退步。 |
| 納維德·奈嘉班 Navid Negahban  | 陳幼文              | 藤新                | 蘇丹 The Sultan           | 阿格拉巴的統治者，一直渴望為他的女兒茉莉公主找到能幹的丈夫。 與92年動畫的老頑童個性相差極大。                                                                       |
| 納西姆·帕杜雷德 Nasim Pedrad  | 張乃文              | 刘晓倩              | 達莉亞 Dalia              | 本片原創角色。茉莉公主忠誠的侍女兼知己。 |
| 比利·馬格努森 Billy Magnussen | 王辰驊              | 王冠男              | 安德斯王子 Prince Anders  | 來自斯孔蘭王國的王子，茉莉公主的追求者。 |
| 努曼·阿卡爾 Numan Acar        | 康殿宏              | 赵铭洲              | 哈金 Hakim                | 自幼便進入宮廷服役，效忠於蘇丹的宮廷衛隊指揮官。 |
| 喬丹·A·納什 Jordan A. Nash    | 陳俊穎              |                     | 小歐 Omar                 | 精靈和達莉亞的兒子。 |
| 塔利婭·布萊爾 Taliyah Blair   | 曹鈞喬              |                     | 小琳 Lian                 | 精靈和達莉亞的女兒。 |
| 奧布瑞·林 Aubrey Lin          |                     |                     | 歐米 Omi                  | |
| 阿米爾·布特魯斯 Amir Boutrous | 梁興昌              |                     | 阿莫 Jamal                | 在阿格拉巴市集賣東西的商販。 |

### 配音
| 美國配音                   | 台灣配音 | 角色                     | 簡介                                   |
| 艾倫·圖克 Alan Tudyk       | 鈕凱暘   | 艾格 Iago                | 賈方的愛諷刺和聰明的緋紅金剛鸚鵡伙伴。 |
| 弗蘭克·維爾克 Frank Welker | 使用原音 | 阿布 Abu                 | 有竊盜癖的猴子，阿拉丁的寵物。         |
| 弗蘭克·維爾克 Frank Welker | 使用原音 | 樂雅 Rajah               | 孟加拉虎，茉莉公主的寵物。             |
| 弗蘭克·維爾克 Frank Welker | 林谷珍   | 神奇洞穴 Cave of Wonders | 具有像獅子一樣的頭部的守者。           |

## 製作

### 發展
2016年10月10日，宣佈蓋·瑞奇將執導真人版《阿拉丁》電影，約翰·奧古斯特編寫劇本，林暐擔任製片人，並由華特迪士尼影業發行。迪士尼表示電影將是一個雄心勃勃、非傳統的阿拉丁故事，並將保留大部分原作電影的音樂元素。在非傳統方面，迪士尼計劃以非線性格式描述電影。
2017年2月，林暐在採訪中透露他們正在尋找一個多元化的演員，並不會試圖製作像《波斯王子：時之刃》一樣的電影。2017年3月，開始在全球召集阿拉丁和茉莉公主的人選，主要製作預計於2017年7月在英國開始，並在2018年1月結束。2017年4月19日，據報導加布里埃爾·伊格萊西亞斯或威爾·史密斯為角色精靈進行洽談。2017年5月，潔德·瑟爾沃爾為角色茉莉公主進行洽談。
2017年7月11日，據透露電影被推遲了一個月製作，史密斯確認飾演角色精靈。2017年8月，據透露有超過2,000名男演員和女演員為阿拉丁和茉莉公主的角色進行試鏡，選角條件是20多歲擁有中東（阿拉伯、伊朗）或印度-巴基斯坦血統，同時要會演戲和唱歌的。娜歐蜜·史考特和塔拉·蘇塔里亞被透露為茉莉公主的最後兩個人選。迪士尼有興趣將戴夫·帕托或里茲·阿邁德作為阿拉丁的人選。在最後一輪的測試上，演員阿什拉夫·寇特、梅納·馬蘇德和喬治·科斯圖羅斯仍在爭奪阿拉丁的角色。然而，迪士尼開始為該角色仔細閱讀舊的試鏡帶，並對最新一輪的測試不滿意。
在2017年D23博覽會上，宣佈馬蘇德和史考特飾演角色阿拉丁和茉莉公主。2017年7月17日，據透露迪士尼已聘請雲妮莎·泰勒在8月之前完成原創劇本。2017年8月，馬文·坎薩林加盟電影，飾演角色賈方。納西姆·帕杜雷德加盟並飾演原創角色；該角被描述為茉莉公主的女僕和朋友。努曼·阿卡爾飾演哈金。2017年9月，比利·馬格努森加盟並飾演安德斯王子，納維德·奈嘉班飾演蘇丹王。2017年11月，羅比·海內斯加盟並飾演角色拉索。猴子阿布、鸚鵡艾格和老虎樂雅等原作電影亦將出現在電影中。2019年3月，宣佈艾倫·圖克聲演艾格。

### 拍攝
主體拍攝在2017年9月6日於英國朗克羅斯製片場和薩里郡進行，並於2018年1月24日結束。電影部分場面在約旦瓦地倫沙漠拍攝。補拍在2018年8月開始。

## 音樂
2017年D23博覽會中，亞倫·孟肯宣佈他將與《樂來越愛你》和《马戏之王》的作曲家巴塞克和保羅共同撰寫新歌。孟肯亦為電影進行配樂，其中還包括他與霍華·艾許曼和提姆·萊斯為原作電影所創作的歌曲。
中國大陸中文版主题曲《新的世界》于2019年5月20日发布，由陈伟霆和张碧晨合唱。
| 版本                                                         | 版本                           | 版本                                  |
| 美国                                                         | 臺灣                           | 中国大陆                              |
| ------------------------------------------------------------ | ------------------------------ | ------------------------------------- |
| Arabian Nights 演唱：威爾·史密斯                             | 天方夜譚 演唱：謝文德          | 阿拉伯之夜 演唱：劉世超               |
| One Jump Ahead 演唱：梅納·馬蘇德                             | 搶先一步 演唱：徐彭臒          | 分秒必争 演唱：徐一鳴                 |
| One Jump Ahead (Reprise 1) 演唱：梅納·馬蘇德                 | 搶先一步 (重奏 1) 演唱：徐彭臒 | 分秒必争 (重奏 1) 演唱：徐一鳴        |
| Speechless (Part 1) 演唱：娜歐蜜·史考特                      | 沉默 (1) 演唱：蔡永淳          | 沉默 (1) 演唱：丁爽                   |
| Friend Like Me 演唱：威爾·史密斯                             | 我是你的好麻吉 演唱：謝文德    | 跟我做朋友 演唱：劉世超               |
| Prince Ali 演唱：威爾·史密斯                                 | 王子阿里 演唱：謝文德          | 王子阿里 演唱：劉世超                 |
| A Whole New World 演唱：梅納·馬蘇德 娜歐蜜·史考特            | 嶄新世界 演唱：徐彭臒 蔡永淳   | 新的世界 演唱：徐一鳴 丁爽            |
| One Jump Ahead (Reprise 2) 演唱：梅納·馬蘇德                 | 搶先一步 (重奏 2) 演唱：徐彭臒 | 分秒必争 (重奏 2) 演唱：徐一鳴        |
| Speechless (Part 2) 演唱：娜歐蜜·史考特                      | 沉默 (2) 演唱：蔡永淳          | 沉默 (2) 演唱：丁爽                   |
| A Whole New World (Theme Song) 演唱：贊恩·馬利克 扎維亞·沃德 | 使用原聲                       | 新的世界 (主題曲) 演唱：陳偉霆 张碧晨 |

## 發行
電影定於2019年5月24日在美國上映。

### 評價
爛番茄根據378條評論，持有57%的新鮮度，平均得分5.90／10。在Metacritic上，電影獲得53分。本片收穫的評論褒貶不一，獲得影評人稱讚的部分多為馬蘇德、史密斯和史考特的演出，以及服裝和音樂劇的演出，但坎薩林對賈方的演出和CGI效果則遭到批評。雖然影評人的評價兩極，但觀眾多給出正面評價，該片在爛番茄上启用新评分规则后的觀眾評分甚至高達94%。
2022年9月，爛番茄根據網站內的評分，整理迪士尼從1994年至2022年為止發表的19部真人翻拍電影排行榜，《阿拉丁》排名第10名。

### 票房
全球方面，首週票房2.07億美元。
台灣方面，首日票房為新台幣584萬元；首週五天票房為新台幣6070萬元；次週票房累計至新台幣1.24億元；第三週票房累計至新台幣1.84億元；第四週票房累計至新台幣2.21億元；最終全台票房為新台幣2.9億元。
香港方面，首日票房150萬港元，首四天票房破千萬港元。
中國大陸方面，首日票房2761萬人民幣。
| 上一届： 《捍衛任務3：全面開戰》   | 2019年美國週末票房冠軍 第21週     | 下一届： 《哥吉拉 II 怪獸之王》 |
| 上一届： 《捍衛任務3：全面開戰》   | 2019年台北週末票房冠軍 第21週     | 下一届： 《哥吉拉 II 怪獸之王》 |
| 上一届： 《復仇者聯盟4：終局之戰》 | 2019年香港一週票房冠軍 第21週     | 下一届： 《哥斯拉II：王者巨獸》 |
| 上一届： 《大偵探皮卡丘》          | 2019年中国內地一周票房冠军 第20週 | 下一届： 《哥斯拉2：怪獸之王》  |

## 續集
2019年8月，製片Dan Lin坦承有在討論續集，「我們覺得有更多故事可以說，會對待它像對待最初的《阿拉丁》一樣，並非重拍過去有的畫面。」如果成真，會從過去作品中挖掘出更多素材。不過，這目前只是Dan Lin的說法，透露有和迪士尼討論，但迪士尼尚未對外證實會製作《阿拉丁》續集。
2020年2月，根據外媒《The Hollywood Reporter》的報導，導演蓋瑞奇（Guy Ritchie）確定繼續率領團隊制作真人版阿拉丁續作，雖然目前電影還在籌備當中，但迪士尼已經花6個月的時間，創作出一個全新的故事！
由於真人版結局跟動畫版不太一樣，因此真人版的續集不會拿動畫版的續集《賈方復仇記》做取材。雖然目前還不知道劇本藍圖為何，不過極有可能是「阿里巴巴與四十大盜」或「航海家辛巴達」的故事的其一，並改寫成原創故事。
不過目前主要演員包括威爾史密斯（Will Smith）、梅納馬蘇德（Mena Massoud）、娜歐蜜史考特（Naomi Scott）尚未確定回歸，可能要等到劇本完全確定之後，才會正式提出邀請。